# Daniil Harms
Daniil Ivanovič Harms ili pravim imenom Daniil Ivanovič Juvačov (rus. Даниил Хармс, Даниил Иванович Ювачов ,  Sankt Peterburg, 30. prosinca 1905. - Lenjingrad, 2. veljače 1942.), ruski avangardni književnik, satiričar rane sovjetske ere na čije je stvaralaštvo utjecao nadrealizam, apsurd i zaumno pisanje. Većina je njegovih djela izdana u tajnosti kao samizdat.

## Početak književnog djelovanja
Između 1921. i 1922. godine Daniil Juvačov izabrao je pseudonim Harms. Proučavatelji su iznijeli nekoliko verzija porijekla pseudonima povezujući ga s engleskim, njemačkim, francuskim, hebrejskim jezikom, te sanskrtom. U piščevim se rukopisima sreće više od 40 pseudonima (Hharms, Haarms', Dandan, Karl Ivanovič Šusterling i drugi). 
Između 1924. i 1926. godine Harms počinje sudjelovati u književnom životu Lenjingrada nastupajući čitanjem svoje i tuđe poezije te pristupa društvu „Orden zaumnikov DSO“ (rus. Орден заумников ДСО)  koje je osnovao Aleksandr Tufanov, simbolistički i avangardni pjesnik te teoretičar umjetnosti. U ožujku 1926. godine postaje član Lenjingradske podružnice društva Vserossijskij sojuz poetov (rus. Всероссийский союз поэтов - Sveruski savez pjesnika), iz kojeg je isključen u ožujku 1929. godine zbog neplaćanja članarine. U tom se periodu Harms okrenuo zaumnom pisanju nastalom pod utjecajem djela Velimira Hljebnikova, Alekseja Kručoniha, Aleksandra Tufanova i Kazimira Maljeviča. 
Godine 1925. Harms se upoznao sa stvaralaštvom članova pjesničko-filozofskog kružoka „Činari“ (rus. Чинари) u kojem su sudjelovali Aleksandr Vvedenskij, Leonid Lipavskij, Jakob Druskin i drugi.  U 1926. i 1927. godini organizirao je nekoliko književnih udruženja (Levyj flang rus. Левый фланг, Akademija levyh klassikov rus. Академия левых классиков), a u jesen 1927. godine udruženje pisaca na čelu s Harmsom dobilo je svoj konačan naziv – OBERIU (рус. Объединение реального искусства - "Ob'jedinenije real'nogo iskusstva"). Unatoč snažnoj kritici OBERIU-ovih nastupa od 1926. godine Harms se aktivno trudio objediniti snage već afirimiranih umjetnika kao što su Vladimir Majakovski, Kazimir Maljevič i Jevgenij Zamjatin, vodeće formaliste i mlade pisce OBERIU-a.  U OBERIU-u sudjelovali su Daniil Harms, Aleksandr Vvedenskij, Nikolaj Zabolockij, Konstantin Vaginov, Igor' Bahterev, Boris (Dojvber) Levin, Klimentij Minc i drugi. Najupečatljivije djelovanje OBERIU-a bila je pjesnička večer Tri levyh časa (rus. "Три левых часа" - Tri lijeva sata) koja se odigrala 24. siječnja 1928. godine. Na toj su pjesničkoj večeri oberiuti čitali svoja djela te je postavljena Harmsova drama „Elizaveta Bam“ (rus. Елизавета Бам). 
Njihova se estetika temeljila na uvjerenju da je umjetnost neovisna o pravilima i logici stvarnog svijeta i da se intrinzično značenje stvari i riječi pronalazi kad se one postave izvan njihove praktične funkcije.

## Harmsova dječja književnost
Na kraju 1927. godine Samuil Maršak, Nikolaj Olejnikov i Boris Žitkov privukli su članove OBERIU-a k pisanju dječje književnosti. Od kraja 1920-ih od kraja 1930-ih Harms je aktivno surađivao s dječjim časopisima „Jož“ (rus. Еж - Jež), „Čiž“ (rus. Чиж - Češljugar), „Sverčok“(rus. Сверчок - Cvrčak)  i „Oktjabrjata“ (rus. Октябрята) gdje su objavljivane njegove pjesme, priče, ilustracije, šaljive reklame i zagonetke.  Za razliku od, na primjer, Aleksandra Vvedenskog Harms je vrlo odgovorno shvaćao rad na dječjoj književnosti koja mi je bila stalni te gotovo jedini izvor prihoda. N. I. Hardžijev, proučavatelj ruske avangarde i prijatelj oberijuta, primijetio je:
„Vvedenskij je dječjoj književnosti pristupao aljkavo: pisao je užasne knjige, onih je dobrih bilo vrlo malo... A Harms je napisao svega 6 dječjih knjiga i sve su izvrsne – nije to volio, no čini se da nije mogao pisati loše.“
Od 1928. do 1931. izašlo je 9 slikovnica s pjesmama i pričama – „Ozornaja probka“ (rus. Озорная пробка - Nestašna gužva) (zabranjena od 1951. do 1961. godine), „O tom, kak Kol'ka Pankin letal v Braziliju, a Pet'ka Eršov ničemu ne veril“ (rus. О том, как Колька Панкин летал в Бразилию, а Петька Ершов ничему не верил - O tome kako je Kol'ka Pankin letio u Brazil i kako Pet'ka Eršov nikomu nije ništa vjerovao), Teatr (rus. Театр - Kazalište),    Vo-prevyh i vo-vtoryh (rus. Во-первых и во-вторых - Kao prvo i kao drugo), Ivan Ivanič Samovar (rus. Иван Иваныч Самовар), O tom, kak staruška černila pokupala (rus. О том, как старушка чернила покупала - O tome kako je starica kupovala tintu) koja se našla se na popisu knjiga „nepreporučljivih za narodne biblioteke“, Igra (rus. Игра), O tom, kak papa zastrelil mne hor'ka (rus. О том, как папа застрелил мне хорька - O tome, kako je otac za mene ustrijelio tvora), Million (rus. Миллион - Milijun).
Godine 1937 izašla je knjiga Heinricha Christiana Wilhelma Buscha, njemačkog pisca i ilustratora, „Plisch und Plum“ u Harmsovom prijevodu. Godine 1940. izlazi Harmsova dječja knjiga „Lisa i zajac“ (rus. Лиса и заяц - Lisica i zec), a 1944. godine anonimno je tiskana pjesma Udivitel'naja koška (rus. Удивительная кошка - Neobična mačka).
Za Harmsova su života izlazila i djela napisana s S. Maršakom te knjiga „Rasskazy v kartinah“ (rus. Рассказы в картинах - Priče u slikama) koju je Harms napisao s Ninom Gernet i Natal'jom Dilaktorskom.

## Prvo uhićenje
U prosincu 1931. godine Harms, Vvedenskij i Bahterev bili su uhićeni pod optužbom za sudjelovanje u antisovjetskoj grupi pisaca, a kao dokaz u suđenju korištena su njihova djela za djecu. Harmsova su djela proglašena antisovjetskima i zabranjena zbog apsurdne logike i izostanka sovjetskih vrijednosti u njima. OGPU (rus. Государственное политическое управление при НКВД РСФСР) Harmsa je osudio na tri godine robije, a na kraju je presuda izmijenjena u kaznu progonstvom i Harms je prognan u Kursk, gdje se već nalazio Vvedenskij. U Lenjingrad se vratio 1932. godine. 

## Život nakon povratka iz progonstva
Nakon povratka iz progonstva javni su nastupi OBERIU-a zabranjeni, a znatno smanjuje i broj tiskanih dječjih knjiga te se zato Harmsovo materijalno stanje drastično pogoršava. Harmsov se književni interes premješta s poezije na prozu. Ž. F. Žakkar podijelio je Harmsovo stvaralaštvo u dva perioda. Prvi period (1925. – 1930.-ih), metafizičko-poetički, povezan je s utopističkim projektom stvaranja svijeta pomoću pjesničkog jezika. Drugi (1933. – 1941.), prozaički, nastupa nakon duboke osobne krize od 1932. do 1933. izražava nemogućnost ostvarenja takvog projekta te ga obilježava raspad slike svijeta i samog pjesničkog jezika.
Iako je bio svjestan da nikad neće moći objaviti ništa osim dječjih priča, Harms ne prestaje pisati. U 1930-im napisao je svoja najznačajnija djela – zbirku priča „Slučai“ (rus. Случаи), pripovijetku „Staruha“ (rus. Старуха – Starica) kao i veliki broj kratkih priča, pjesama i kratkih drama u stihu i prozi. Nastavio se družiti s Aleksandrom Vvedenskim, Leonidom Lipavskim i Jakobom Druskinom. Sastajali su se nekoliko puta mjesečno kako bi raspravljali o nedavno napisanim djelima i raznim filozofskim pitanjima. Uvid u te susrete daje nam djelo „Razgovory“ (rus. Разговоры) u kojem se nalaze prijepisi razgovora Daniila Harmsa, A. Vvedenskog, N. Olejnikova, Ja. Druskina, T. Mejera i L. Lipavskog iz sredine 1930-ih. Osim dječjih, drugi su njegovi radovi objavljeni u Rusiji tek nakon uvođenja glasnosti.

## Drugo uhićenje i smrt
Godine 1941. uhićen je pod optužbom za „širenje defetizma i klevetničkog raspoloženja“ po prijavi Antonine Oranžirejeve, poznanice Ane Ahmatove i dugogodišnje agentice NKVD-a. Da bi izbjegao streljanje glumio je da je lud, pa je zadržan u psihijatrijskoj ustanovi. Daniil Harms umro od gladi je 2. veljače 1942. godine za vrijeme lenjingradske blokade, u mjesecu u kojem je broj umrlih od gladi dosegao vrhunac. 
Zahvaljujući agitiranju njegove sestre E. I. Gricine 25. srpnja 1960. godine Generalna prokuratura priznala je njegovu nevinost i rehabilitirala ga.